# NGC 5520
NGC 5520 est une galaxie spirale située dans la constellation du Bouvier. Sa vitesse par rapport au fond diffus cosmologique est de 2 008 ± 11 km/s, ce qui correspond à une distance de Hubble de 29,6 ± 2,1 Mpc (∼96,5 millions d'al). NGC 5520 a été découverte par l'astronome germano-britannique William Herschel en 1787.
La classe de luminosité de NGC 5520 est II et elle présente une large raie HI.
À ce jour, 13 mesures non basées sur le décalage vers le rouge (redshift) donnent une distance de 37,838 ± 6,635 Mpc (∼123 millions d'al), ce qui est à l'extérieur des valeurs de la distance de Hubble. Notons cependant que c'est avec la valeur moyenne des mesures indépendantes, lorsqu'elles existent, que la base de données NASA/IPAC calcule le diamètre d'une galaxie et qu'en conséquence le diamètre de NGC 5520 pourrait être d'environ 19,0 kpc (∼62 000 al) si on utilisait la distance de Hubble pour le calculer.

## Groupe de NGC 5448
Selon A.M. Garcia, la galaxie NGC 5520 fait partie du groupe de NGC 5448. Ce groupe de galaxies compte au moins neuf membres. Les autres galaxies du groupe sont NGC 5425, NGC 5448, NGC 5477, NGC 5480, NGC 5481, NGC 5500, UGC 9056 et UGC 9083.